# Equinox
| Críticas profissionais | Críticas profissionais |
| Avaliações da crítica  | Avaliações da crítica  |
| Fonte                  | Avaliação              |
| ---------------------- | ---------------------- |
| Allmusic               | [ 1 ]                  |

"Equinox" é o segundo álbum de estúdio de Sérgio Mendes com o grupo Brasil '66.

## Singles
- Constant Rain (Chove Chuva) é uma regravação da canção Chove Chuva de Jorge Ben Jor lançada para seu álbum de estreia Samba Esquema Novo. A versão de Mendes chegou a posição 71º na Billboard Hot 100,[3] e decima primeira posição na Hot Adult Contemporary Tracks.[4]
- For Me chegou ao 98º lugar na Billboard Hot 100,[3] e decima sexta colocação na Hot Adult Contemporary Tracks.[4]
- Night and Day alcançou a posição 82º na Billboard Hot 100,[3] e a oitava na Adult Contemporary.[4]
- The Frog foi a quarta e ultima canção do álbum a alcançar as paradas musicais do Estados Unidos, chegando a vigésima sexta posição na Bubbling Under Hot 100 Singles, e vigésima primeira na Adult Contemporary.[4]

## Faixas
| N.º | Título                            | Duração |  |
| 1.  | "Constant Rain (Chove Chuva)"     | 3:15    |  |
| 2.  | "Cinnamon And Clove"              | 2:26    |  |
| 3.  | "Watch What Happens"              | 2:44    |  |
| 4.  | "For Me"                          | 3:21    |  |
| 5.  | "Bim-Bom"                         | 1:52    |  |
| 6.  | "Night And Day (canção)"          | 3:30    |  |
| 7.  | "Triste"                          | 2:09    |  |
| 8.  | "Gente"                           | 1:52    |  |
| 9.  | "Wave"                            | 2:20    |  |
| 10. | "So Danco Samba (Jazz 'N' Samba)" | 1:57    |  |

## Créditos
- Sérgio Mendes - Piano, Vocal, arranjo
- Lani Hall - Vocals
- Janis Hansen - Vocais
- John Pisano - Guitar
- Bob Matthews - baixo, vocais
- José Soares - percussão e vocais
- João Palma - bateria

- Bruce Botnick - Engenheiro
- Larry Levine - Engenheiro

## Desempenho nas paradas
| Paradas (1967)                   | Melhor posição |
| -------------------------------- | -------------- |
| Estados Unidos (Billboard 200)   | 24             |
| Estados Unidos (Top Jazz Albums) | 3              |

## Certificações
| País                  | Certificação | Vendas certificadas |
| --------------------- | ------------ | ------------------- |
| Estados Unidos (RIAA) | Ouro         | 500000*             |